# ولسوالی قرقین
قرقین به مرکزیت شهر قرقین یکی از ولسوالی‌های سرحدی ولایت جوزجان در شمال افغانستان با ترکمنستان است. جمعیت آن در سال ٢٠٢٠ میلادی، ٢٨٬٢۴٣ نفر اعلام شده‌است. این ولسوالی از جنوب با ولسوالی‌های مردیان و منگجک از غرب با ولسوالی خم‌آب از شمال با کشور ترکمنستان و از شرق با ولایت بلخ هم‌مرز می‌باشد. مرکز ولسوالی شهر قرقین است که در کرانه رود آمودریا قرار دارد.

## منبع‌ها
1. ↑  «برآورد نفوس کشور:١٣٩٩» (PDF). اداراه احصائیه مرکزی افغانستان. ٢٨ می ٢٠٢٠. بایگانی‌شده از اصلی (PDF) در ۳ ژوئیه ۲۰۲۰. دریافت‌شده در ٢٨ می ٢٠٢١.
2. ↑   «جمعیت‌شناسی و جمعیت ولایت جوزجان» (PDF). هیئت معاونیت ملل متحد در افغانستان. وزارت احیا و انکشاف دهات افغانستان. دریافت‌شده در ۱۲-۱۲-۱۳۹۰. تاریخ وارد شده در |تاریخ بازدید= را بررسی کنید (کمک)